# Letecký simulátor

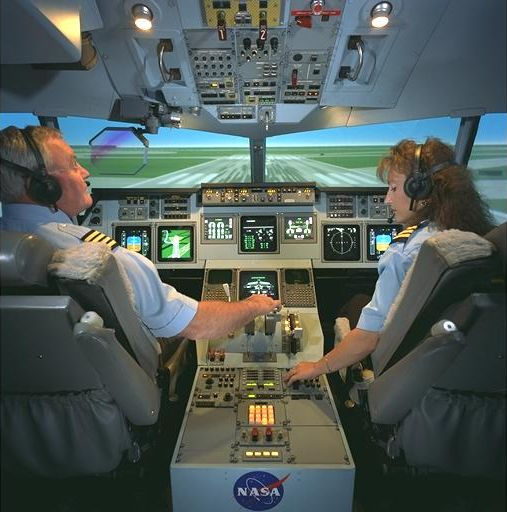
Interiér kokpitu leteckého simulátoru

Letecký simulátor je systém virtuální reality, který uměle vytváří prostředí letu a simuluje jeho průběh. Letecké simulátory slouží primárně pro výcvik pilotů, ale dají se také využít pro rekreaci, design nebo jiné účely. Simulátory lze rozdělit do několika kategorií, od herních simulátorů, které slouží spíše pro rekreaci až po plně pohyblivé simulátory, které disponují kokpitem a simulují prostředí letu i pohyb letadla a kopírují tak reálnou situaci. Simulace letu má mnoho důvodů, jedná se například o trénování pilotů, design a vývoj letadel, zkoumání charakteristik letadel, nebo kontrolu vlastností ovládání.

## Historie simulátorů

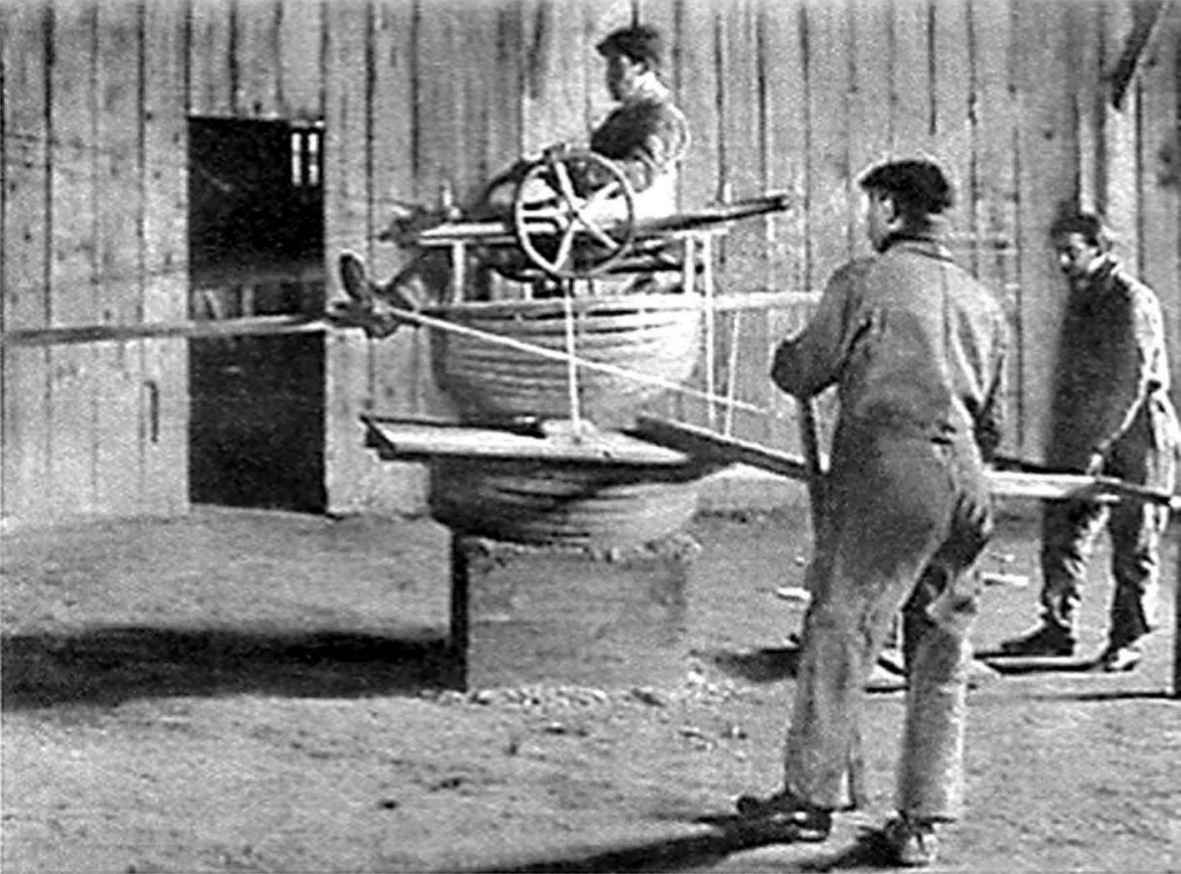
Antoinette Barrel Trainer

Zatímco první let proběhl v roce 1903, letecké simulátory se začaly objevovat až kolem roku 1910, když výrobce Antoinette původem z Francie sestrojil jeden z prvních funkčních simulátorů pro instruktáže. Jednalo se o poměrně primitivní ale na svou dobu důmyslný simulátor pro nácvik základního ovládání letadla.

### První světová válka (1914–1918)
Potřeba trénovat velké množství pilotů v průběhu první světové války vedla k vzniku nové disciplíny letecké psychologie a zavedení testování pilotů. Výsledkem byl vznik různých zařízení pro posouzení schopností budoucích pilotů, jako například v roce 1915 zařízení pro měření reakčního času při nápravě poruch. Zároveň se zde začala objevovat snaha nahradit lidské operátory za mechanické nebo elektrické pohony, aby simulátor více odpovídal skutečným letadlům.

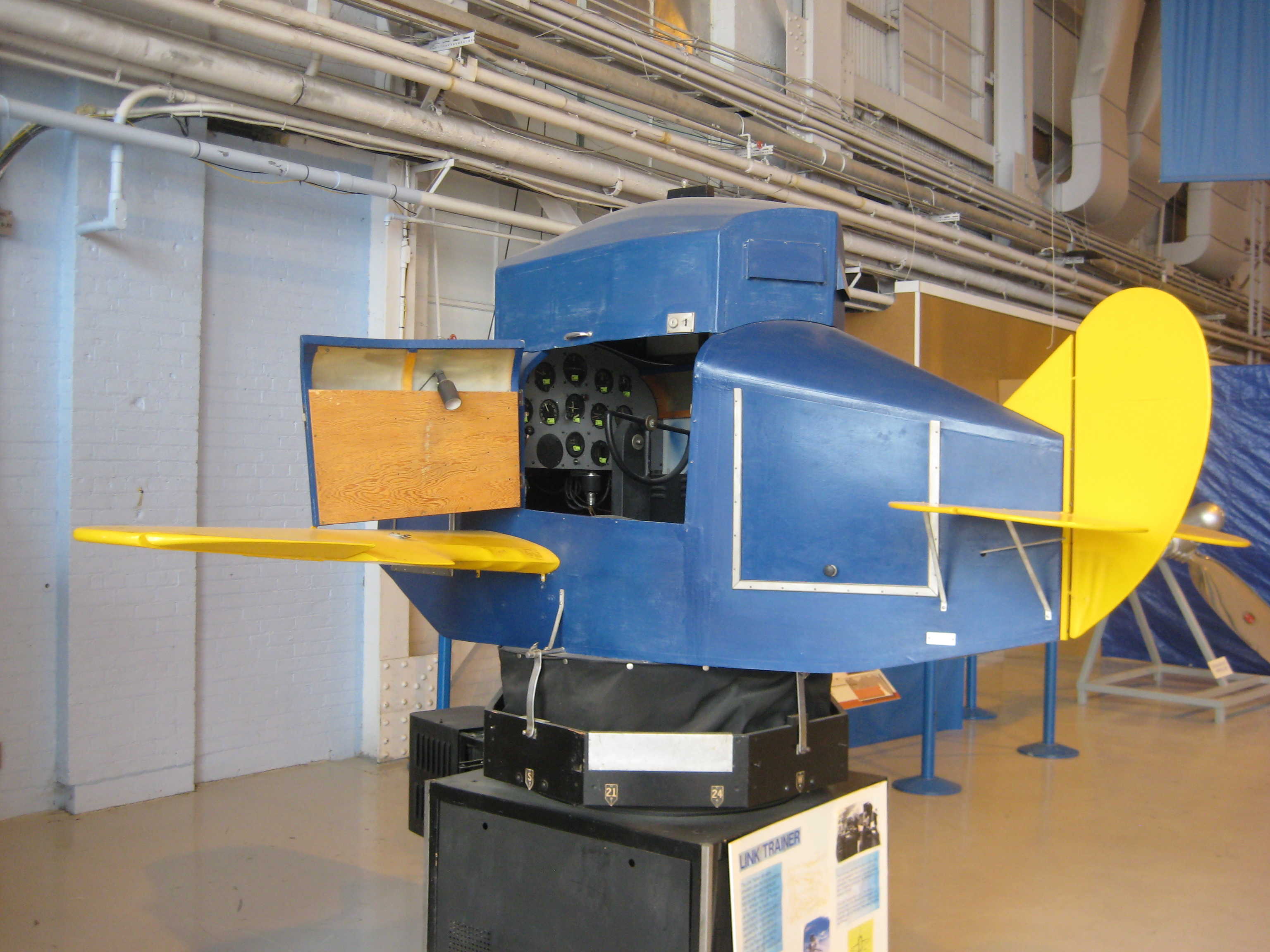
Link Trainer (WCAM)

### Spojené státy (20. a 30. léta)
Od 20. let ve Spojených státech začal letec Edwin Albert Link vyrábět simulátory zvané Link Trainer. Tento simulátor vznikal v letech 1927–1929 v továrnách Link a využíval pneumatických mechanismů z klavírů a varhan. První trenažér byl patentován v roce 1930 a představen jako „efektivní pomůcka pro letecké trénování a nové, výhodné zábavné zařízení“ (orig.: “an efficient aeronautical training aid and a novel, profitable amusement device”). Jednalo se o základní ocelový simulátor ve tvaru trupu letadla. Několik těchto simulátorů dodnes stále existuje, ačkoliv je čím dál tím více náročnější najít fungující model.
Navzdory veškerým inovacím se však simulátory neuchytili. Simulace byla stále vnímána jako nedostatečná pro nahrazení skutečných letů a simulované lety tak musely vyčkat na další pokrok v technologii. Až v roce 1934, poté co vojenští piloti vzdušných sil Spojených států narazili na potíže při leteckém doručování pošty za špatných podmínek, kdy během týdne zahynulo několik pilotů, došlo k tomu že byl Edwin Link kontaktován ohledně simulátorů. Poté co byl Link schopen přiletět i za špatných podmínek díky tréninku na simulátoru, bylo rozhodnuto, že USAAF (U.S. Army Air Force) objedná šest těchto simulátorů pro trénování svých pilotů. Tento bod lze tedy považovat za začátek průmyslu se simulováním letů. Link Trainer byl známý pod přezdívkou „blue box“.

### Druhá světová válka (1939–1945) až 1960
Se začátkem druhé světové války došlo k prudkému nárůstu potřeby trénování velkého množství pilotů a jiných dovedností potřebných k obsluze různých vojenských letounů. Hlavním trenažérem pro piloty se stal již zmiňovaný Link Trainer a v průběhu války bylo použito zhruba deset tisíc těchto simulátorů pro trénování spojeneckých letců. Některé kusy sloužili pro výcvik až do 60.–70. let. V roce 1939 byl Edwin Link požádán Brity o navržení simulátoru pro zlepšení schopností pilotů navigovat podle noční oblohy. Ed Link následně spolu s navigačním expertem P. Weemsem navrhl masivní trenažér, který dokázal pojmout posádku celého bombardéru. Zatímco pilot řídil simulátor, stanice zaměřovače poskytovala vhodný pohled na cíle přes které pilot letěl a navigátor měl k dispozici propracovaný obraz oblohy potřebný pro astronavigaci, přičemž obraz oblohy se adekvátně měnil tak aby odpovídal jak času tak i poloze bombardéru. První trenažér tohoto druhu byl dodán v roce 1941 a i přesto, že pouze pár těchto simulátorů bylo dodáno do Anglie, bylo několik stovek těchto simulátorů umístěno v Americe.
Po válce, kdy došlo k prokázání schopnosti simulátorů trénovat piloty a zároveň k pokroku v technologii a elektronice, začali vznikat elektronické simulátory schopné řešit letové rovnice pohybu letadla, a tedy simulovat reakci aerodynamických sil. Díky tomuto průlomu začali jevit zájem o simulátory i komerční aerolinky. Jako první se zapsala aerolinka Pan American, která v roce 1948 obdržela od Curtiss-Wright Corporation kompletní simulátor pro Boeing 377 Stratocruiser. Simulátor nedisponoval pohybovou ani vizuální simulací, měl však kompletní funkční kokpit nástroji. Další aerolinky následovali, v roce 1951 byl dostavěn další Stratocruiser simulátor pro BOAC, největší investice však přišla od United Airlines, kteří nakoupili od Curtiss-Wright 4 simulátory v hodnotě více než tři miliony dolarů.

### Současnost
Od roku 1960 se začalo u simulátorů pomalu přecházet na digitální počítače, jelikož ty analogové už nebyli schopné dosahovat požadovanou přesnost a spolehlivost. Průkopníkem se opět na začátku 60. let stal Link se svým designem pro real-time simulaci – Mark I. Tento model používal tři paralelní procesory pro výpočty a bubnovou magnetickou paměť pro ukládání instrukcí. Opět se jednalo o velký úspěch a tento simulátor byl zakoupen jak armádou US, tak většinou hlavních světových leteckých společností. Od této chvíle se simulátory nadále neustále zdokonalují, ať už se jedná o funkčnost, nebo zobrazovací technologii, nebo přidání pohybových systému a vytvoření tzv. Full motion simulátoru. Zároveň v této době také vzniklo nespočet simulátorů, které patří spíše do kategorie rekreačních simulátorů, jedná se spíše o videohry, které si může každý s dostatečným hardwarem zahrát sám doma. Za zmínku stojí například Microsoft Flight Simulator, který byl v průběhu let průběžně vylepšován, avšak existuje mnoho dalších podobných simulátorů.

## Technologie

### Obraz
Jednou z klíčových částí leteckého simulátoru je systém pro vizualizaci prostředí a terénu nad kterým pilot přelétá. První vizualizační systémy byli poměrně velké, komplikované a omezené. Pro vizualizace byl použit skutečný model reálného terénu, který byl však malý a simulátor byl tedy omezen pouze na daný model. Model byl poté snímán kamerou a obraz byl promítán pilotovi. Kamera snímající terén se pak pohybovala dle ovládacích akcí pilota. Značný pokrok v této oblasti nastal v roce 1972, kdy Singer vytvořil optický kolimátor, který pilotovy promítal tzv. Out of The cockpit Window (OTW) pohled, což značně vylepšilo pocit ze simulace. Jelikož z počátku nebylo zorné pole příliš velké, došlo v roce 1976 k vylepšení šířky úhlů kolminovaných obrazovek. Kolimované monitory jsou používané dodnes, došlo však k zlepšení kvality vizualizace a zobrazovaných dat.

### Pohyb
Letecké simulátory z počátku nedisponovaly žádným pohybovým systémem trupu, až na pár výjimek základních pohybů u Link simulátoru. Až od poloviny 50. let se průmysl začal soustředit i na simulaci pohybu letadla. Celkový přínos simulace pohybu do tréninku pilotů je poměrně kontroverzní téma, jelikož řada experimentů usuzovala, že simulace pohybu nepřináší žádné citelné zlepšení výcviku. Ačkoliv většina uznává, že simulovat manévrovatelnost bojových vojenských letounů je neefektivní, v očích výcvikových kapitánů a regulatorních autorit je pohybová simulace klíčová pro komerční lety. Pro co možná nejvěrohodnější pocit z letu se používá pohybový simulátor o šesti stupních volnost (6Dof). Opět zde bylo však studií prokázáno, že ani tento velký a komplikovaný simulátor pohybu nepřináší znatelné zlepšení a stejných výsledků lze dosáhnout i použitím o poznání levnějším pohyblivým sedadlem, vibracemi a dalšími technologiemi.

## Kategorie simulátorů a předpisy
Letecký průmysl je rozdělen do dvou oblastí, a to podle toho pod jakou instituci spadá.
- FAA – Federal Aviation Administration
- EASA – Agentura Evropské unie pro bezpečnost letectví

### Kategorie a úrovně simulátorů – EASA
Simulátory jsou rozděleny do jednotlivých kategorií a v rámci kategorie pak existují různé úrovně.

#### BITD – Basic Instrument Training Device
EASA pro BITD stanovuje, že by měl být vybaven monitory a ovládacími panely, dále také demonstračními ovládacími prvky. Toto zařízení je určeno pro pozemní cvičení a přípravu na let podle zřízení IFR.

#### FNTP – Flight Navigation and Procedures Trainer
Zde už jsou požadavky vyšší a simulátor by měl napodobovat kabinu letounu určité kategorie MEP/SEP. Tato kategorie slouží pro nácvik letu podle přístrojů.

##### Kvalifikace
- EASA FNTP I
- EASA FNTP II
- EASA FNTP III
- EASA MCC – nejedná se o specifickou úroveň, ale o nadstavbu, která FNTP umožňuje Multi Crew Coordination výcvik

#### FTD – Flight Training Device
Výcvikové simulátory z této kategorie již přesně kopírují přístrojové vybavení konkrétních typů letadel a to i včetně jejich rozměrů. Účelem těchto simulátorů je výcvik pro let s konkrétním typem letounu. Pro tuto kategorii není nutností disponovat simulací pohybu, ale je vyžadován kvalitní software dle požadavků klasifikace FTD.

##### Kvalifikace
- EASA FTD level 1
- EASA FTD level 2
- EASA FTD level 3 – pouze pro simulátory vrtulníků

#### FFS – Full Flight Simulator
FFS představuje nejpokročilejší kategorii simulátorů. Součástí těchto zařízení musí být jak systém pohybové simulace, tak i veškeré vizuální systémy a také kombinovaná promítací plocha. Kokpit simulátoru musí být přesnou replikou letadla, a tedy musí obsahovat všechny ovládací prvky, obrazovky. Dokonce zde musí být originální sedačky a také kyslíkové masky. Z těchto důvodů se ceny FFS simulátorů přibližují cenám skutečných letadel.

##### Kvalifikace
- EASA FFS Level A
- EASA FFS Level B
- EASA FFS Level C
- EASA FFS Level D

### Kategorie a úrovně simulátorů – FAA

#### Aviation Training Device (ATD)
- FAA Basic ATD (BATD)
- FAA Advanced ATD (AATD)[10]

#### Flight Training Devices (FTD)
- FAA FTD Level 4
- FAA FTD Level 5
- FAA FTD Level 6
- FAA FTD Level 7[11]

#### Full Flight Simulators (FFS)
- FAA FFS Level A
- FAA FFS Level B
- FAA FFS Level C
- FAA FFS Level D[11]